# 區永權
區永權（英語：Albert Au Wing Kuen，1973年4月21日—），香港節目主持及無綫電視基本藝人合約藝員，曾是本地已解散的香港唱作組合星盒子（Boxx）的成員之一，於《萬千星輝頒獎典禮2024》奪得「最佳男主持」。

## 背景
區永權早年在新界沙田區成長，就讀沙田官立小學（1985年下午校）及沙田官立中學，畢業於香港理工大學應用社會學系；畢業後成為社工。1999年與友人徐繼宗、陳鳳組成樂隊「星盒子」到台灣發表專輯，組合在2002年解散。2003年，他參加第15屆CASH流行曲創作大賽，憑自己作曲作詞的國語歌曲〈半個蘋果〉獲得該屆亞軍。
同年，他於香港有線娛樂新聞台擔任主播，由余詠珊一手栽培，在有線節目中經常大數無綫電視不是。2010年他邀約张柏芝作個人獨家專訪，為2009年2月發生的「艳照门」事件首度開腔。此後，區永權的知名度開始增加。2012年區永權約滿香港有線電視
，轉投nowTV，並於now觀星台、now101台主持節目。直到2014年9月，當區永權與now寬頻電視約滿後就獲余詠珊邀請加入無綫電視，他於2015年1月正式加盟，此前他曾加入大國文化，現時他主力主持《東張西望》，成為無綫藝人。2023年，區永權於《萬千星輝頒獎典禮2023》首度入圍「最佳男主持」最後五強；翌年，區永權於《萬千星輝頒獎典禮2024》奪得「最佳男主持」一獎。

## 家庭生活
區永權在2009年5月16日與拍拖3年的圈外女友、任職設計師的Clara結婚，並在四季酒店舉行婚宴。現時二人育有兩子。

## 演出作品

### 主持節目

#### 有線娛樂新聞台
- 娱乐新闻報道
- 全城热唱Neway 娱乐排行榜
- 2005年至2006年：康城电影节
- 2005年至2008年：台湾金曲奖
- 2006年：韩国富川影展
- 2006年：台湾MV封神榜
- 2006年：亚太区颁奖礼
- 2007年：韩国百想音乐节
- 2007年：韩国M-Net Award
- 2007年：韩国青龙奖
- 2009年：专访张柏芝「艳照门」事件（主播會客室）

#### 有线娱乐台
- 线动真音乐
- 2008年：区陆孖人Show

#### now101台
- 2013年：撚價

#### now觀星台
- 2011年至2013年：102觀星總部‧《Hello Au Pa Ma》、《illuma「細」味生活》
- 2014年至2015年：102觀星總部‧《Petgazine II》
- 《E+Focus》

#### 無綫電視翡翠台
- 2015年：娛樂3兄弟
- 2015年：2015年度香港小姐競選‧《2015香港小姐 傳奇誕生》
- 2015年：萬眾同心公益金
- 2015年：一綫娛樂
- 2015年：覓食台北
- 2016年至今：東張西望
- 2016年：湊仔攻略
- 2017年：玩轉香港日與夜
- 2017年：最緊要好好玩 消暑版
- 2017年：big big大廚節慶盛宴
- 2017年：萬千星輝頒獎典禮2017得獎旁白司儀
- 2018年：big big channel失驚無神頒獎典禮
- 2018年：大玩特玩
- 2018年：2018國泰航空新春國際匯演之夜
- 2018年：到此一遊 台北
- 2018年：TVB 50+1周年再出發
- 2018年：歡樂滿東華
- 2018年：2018娛樂繽Fun大派對
- 2019年：慈善星輝仁濟夜
- 2019年：2018年度勁歌金曲頒獎典禮
- 2019年：台灣過年攻略
- 2019年：新春旅遊行大運
- 2019年：金豬報喜迎新歲
- 2019年：富貴金豬賀肥年
- 2019年：金豬耀保良
- 2019年：大灣區 活好D（第二輯）
- 2019年：全城躍動 第七屆全港運動會開幕典禮
- 2019年：公益金萬眾同心50年
- 2019年：玩轉獅門娛樂天地
- 2019年：識玩旅行團（第二輯）
- 2019年：二億人的世界
- 2019年：台灣原味道
- 2020年：萬千星輝頒獎典禮 王者駕到
- 2020年：2019年度勁歌金曲頒獎典禮
- 2020年：金鼠賀歲迎新春
- 2020年：保良愛心慶新春
- 2020年：星光熠熠耀保良
- 2020年：善心滿載仁愛堂
- 2021年：2020年度勁歌金曲頒獎典禮
- 2021年：開運王金牛迎新歲
- 2021年：大玩特玩萬聖節
- 2022年：總有歌聲喺隔離
- 2022年：萬眾同心公益金
- 2023年：香港同胞慶祝中華人民共和國成立七十四周年文藝晚會
- 2023年：歡樂滿東華2023
- 2024年：除夕倒數迎金龍

#### 其他節目
- 2015年：第34屆香港電影金像獎（「紅地毯」部分）
- 2016年：第35屆香港電影金像獎（「紅地毯」部分）
- 2017年：第36屆香港電影金像獎（「紅地毯」部分）

### 電視劇

#### 無綫電視翡翠台
- 2017年：全職沒女 飾 區琿
- 2017年：燦爛的外母 飾 高級消防隊長（第18集）
- 2021年：智能愛人 飾 商場失竊案控方律師
- 2021年：把關者們 飾 何永權（第27集）
- 2021年：星空下的仁醫 飾 廖醫生
- 2021年：拳王 飾 拳賽司儀
- 2022年：回歸 飾 主持
- 2023年：破毒強人 飾 邵宇軒
- 2023年：愛·回家之開心速遞 飾 阿瑞（第2037集）
- 2024年：逆天奇案2 飾 Dr. Koo

### 其他
- 2008年：演藝界512關愛行動
- 2009年：8.8水災關愛行動
- 現在：香港房屋委員會居者有其屋(居屋)/綠表置居計劃(綠置居)收樓影片主持

## 音樂作品

### 專輯
- 1999年：《打開星盒子》
- 2002年：《15:23》

### 曲詞創作
- 2003年：《忽然單身》- 容祖兒（曲）
- 2003年：《給明天的信》- 朱茵（曲、詞）
- 2004年：《半個蘋果》- 黃馨（曲、詞；第十五屆CASH流行曲創作大賽亞軍作品）
- 2023年：《把稿當歌》- 區永權（曲）

### 單曲
| 推出日期       | 曲目     | 作曲           | 填詞      | 編曲   | 監製   | 備註                                                        |
| 2022年12月19日 | HEA到爆  | 伍仲衡         | Allen Lau | 伍仲衡 | 伍仲衡 | 與伍仲衡、蕭正楠合唱 《HEA TOGETHER LIVE 2023》音樂會主題曲 |
| 2023年9月4日   | 把稿當歌 | 區永權／伍仲衡 | 徐繼宗    | 伍仲衡 | 伍仲衡 |                                                             |

### 派台歌曲成績
| 派台歌曲成績（五台） | 派台歌曲成績（五台） | 派台歌曲成績（五台） | 派台歌曲成績（五台） | 派台歌曲成績（五台） | 派台歌曲成績（五台） | 派台歌曲成績（五台） | 派台歌曲成績（五台）                                        |
| -------------------- | -------------------- | -------------------- | -------------------- | -------------------- | -------------------- | -------------------- | ----------------------------------------------------------- |
| 唱片                 | 歌曲                 | 903                  | RTHK                 | 997                  | TVB                  | ViuTV                | 備註                                                        |
| 2023年               |                      |                      |                      |                      |                      |                      |                                                             |
|                      | HEA到爆              | ×                    | ×                    | ×                    | 20                   | ×                    | 與伍仲衡、蕭正楠合唱 《HEA TOGETHER LIVE 2023》音樂會主題曲 |
|                      | 把稿當歌             | -                    | -                    | 11                   | 18                   | ×                    |                                                             |

| 各台冠軍歌總數（五台） | 各台冠軍歌總數（五台） | 各台冠軍歌總數（五台） | 各台冠軍歌總數（五台） | 各台冠軍歌總數（五台） | 各台冠軍歌總數（五台） |
| ---------------------- | ---------------------- | ---------------------- | ---------------------- | ---------------------- | ---------------------- |
| 903                    | RTHK                   | 997                    | TVB                    | ViuTV                  | 備註                   |
| 0                      | 0                      | 0                      | 0                      | 0                      | 五台冠軍歌總數：0      |

- （*）仍在榜上
- （-）未能上榜
- （×）沒有派往該台

## 獎項及提名

### 萬千星輝頒獎典禮
| 年份   | 獎項       | 作品                                                           | 結果     |
| ------ | ---------- | -------------------------------------------------------------- | -------- |
| 2021年 | 最佳男主持 | 《東張西望》                                                   | 提名     |
| 2022年 | 最佳男主持 | 《東張西望》                                                   | 提名     |
| 2023年 | 最佳男主持 | 《東張西望》、歡樂滿東華2023                                   | 最後五強 |
| 2024年 | 最佳男主持 | 《東張西望》、《瞬間直擊半小時》、《呃錢》、《歡樂滿東華2024》 | 獲獎     |

## 外部連結
- 區永權的新浪微博
- 區永權的Facebook專頁
- 區永權的Instagram帳戶
- 區永權在香港影庫上的簡介